# 小数点
小数点（、英: decimal separator, decimal marker, radix point）とは、実数を位取り記数法で表した際の整数部と小数部との境を表す記号である。
小数点として使用される記号は様々あり、ピリオド（.）やコンマ（,）などが用いられる。現代の日本では、ピリオドを用いることがほとんどである。
| 3      | .                     | 14     | 00小数点は「ピリオド」（イギリス式） |
| 整数部 | 00小数点00 (ピリオド) | 小数部 | 00小数点は「ピリオド」（イギリス式） |

| 3      | ,                   | 14     | 00小数点は「コンマ」（フランス式） |
| 整数部 | 00小数点00 (コンマ) | 小数部 | 00小数点は「コンマ」（フランス式） |

## 用語
日本語では単に「小数点」ということが多い。英語では、decimal point、decimal separator，decimal marker などと呼ばれる。point はまさしく「点」であり、小数点としてピリオドを用いる国・文化では問題がない。しかし、小数点としてコンマを用いる国ではそぐわないので、decimal separator，decimal marker が好まれる。国際度量衡委員会は国際単位系(SI)の英語版において、decimal marker を用い、正式の仏語版では séparateur décimal を用いている（ (独)産業技術総合研究所 計量標準総合センターの日本語訳では、「小数点」と訳している）。IUPACでは、decimal sign の語を用いている。
「ピリオド」は、「点」（dot 又は point）を意味するが、中黒やミドル・ドット（middle dot）と区別するために、より正確には、point on the line が紛れがなく、国際単位系(SI)の英語版でも、この語を使っている。これに対して、コンマを正確には comma on the line としている。

### 読み
小数点の「.」の読みは、「てん」である。ミドル・ドット（en:middot）「·」を用いる場合も同じである。
- 3.14 を「さん　てん　いち　よん」と読む。
- 3·14 を「さん　てん　いち　よん」と読む。

小数点として、コンマ「,」を用いていた時代の読み方は判然としない。
- 3,14 を「さん　てん　いち　よん」または「さん　こんま　いち　よん」と読む。

無線通信において小数点を呼称する際は誤認を防止するため、小数点を「デシマル」あるいは「ポイント」と発声する。

## 二つの方式
小数点として点（point on the line）を用いるか、コンマ（comma on the line）を用いるかは、国、地域、文化によってまちまちである。ごく大まかには、イギリス、米国、日本、中国、インドでは「点」を用い、フランス、ドイツ、イタリア、スペイン、ロシアでは「コンマ」を用いる。以下では、国際度量衡総会での呼び方にならって、「点」を用いる方式を「イギリス式（British practice）」、「コンマ」を用いる方式を「フランス式（French practice）」と呼称する。

### イギリス式
ピリオドと同じ記号で、ベースライン上に置かれた小さな黒丸（point on the line）で表す。イギリス方式の場合、整数部の桁の区切り（3桁ごと）には、コンマ「 , 」（comma on the line）が用いられる。小数部の桁の区切り（3桁ごと）には半角スペースを用いる。
例：　450,225.34　　　0.168 588 478

#### ミドル・ドットの使用
イギリスでは数字の中央の高さに記す「·」（ミドル・ドット（en:middot）またはインタープンクトen:interpunct）で表すこともあり、1970年代までよく使われたが、現在はコンピュータの普及によって、ミドル・ドットの使用は激減した。しかし、例えば、世界五大医学雑誌のひとつである「ランセット」の投稿規定は、原稿を電子ファイルで提出する場合に、小数点をミドル・ドットで記述することを要求している。
- 例：23·4

日本でも、数学記号の規格を定めるJIS Z8201-1981 は、紛らわしくないときはミドル・ドット（規格上は「中の点」）の使用を認めている。

### フランス式
コンマ「 , 」（comma on the line）が小数点として用いられる。整数部の桁の区切り（3桁ごと）には、ピリオド「 . 」（point on the line）が用いられる。小数部の桁の区切り（3桁ごと）には半角スペースを用いる。
例：　450.225,34　　　0,168 588 478

#### 日本におけるフランス式
明治時代にフランスから数字の書き方が導入されたため、小数点としてフランス式が用いられた。例えば、国土地理院（陸地測量部）が発行する2万5千分1地形図における標高（三角点、水準点、標高点）の表示については、明治18年（1885年）以来、昭和30年（昭和35年加除訂正）式（1955年,1960年）までは、フランス式のコンマが用いられた。その後、昭和40年式（1965年）2万5千分1地形図に至って、イギリス式のピリオドが用いられるようになった。

### 国際単位系(SI)など
国際単位系(SI)では小数点について、イギリス式でもフランス式でも、どちらでもよいと規定している。ただし、桁の区切りについては、整数部でも小数部でも、スペース（space）に限るとしていて、ピリオドやコンマの使用を禁じている。
なお、2006年の国際単位系(SI)の基準書（第8版）の英語版と日本語訳版では、スペース（ space）の語よりももっと限定して半角のスペース（en:thin space）と規定していたが、正式な文書である仏語版では、単にスペース（fr:espace(typographie)）としていて、2006年の英語版と日本語訳版とは異なる表現であった。
例（イギリス式）：　43 279.168 29　　　不適例： 43,279.168,29
例（フランス式）：　43 279,168 29　　　不適例： 43.279,168.29
1948年第9回国際度量衡総会の決議7で「数値において、コンマ(フランス式)またはピリオド（イギリス式）は数値の整数部分と小数部分とを分けるためにだけ用いられる」、「数値は読取りを容易にするために（整数部も小数部も）3桁ずつに区切ってよい。ただし、その区切りの空白に決してピリオドもコンマも挿入してはならない」と定め、2003年第22回国際度量衡総会の決議10で再確認された。
小数点表記の、国家や言語による差異は重大な誤解が危惧されるので、国際標準を策定するISOやIECなどは、英語を含む全ての言語表記でフランス式を統一的に用いると定めている。
しかし、英語は事実上の世界標準言語であることから、英語表記ではイギリス式に統一することを英語圏の諸国が国際機関に働きかけている。

## 小数点の前のゼロの表記
数字が＋ 1 と −1 の間にある場合は、小数点の前に常にゼロ（0）を置く。かつては、0.05 を最初のゼロの表記を省略して、.05 と書くことがあった。しかし、現在では、国際単位系(SI)でも日本のJISでも、小数点の前のゼロは省略してはならないことを規定している。
```
　例： -.234  →　-0.234
```

## 日本
- アラビア数字の横書きの場合、ピリオド（イギリス式）が用いられることがほとんどである[注 3]。例えば、3.14　と書く。

- JIS Z8201-1981（数学記号）は、前述（#二つの方式#イギリス式#ミドル・ドットの使用）のとおり、”下の点”すなわち point on the line と規定しているが、紛らわしくないときは ”中の点” すなわち middle dot の使用を認めている。この ”中の点”は、通常、中黒「・」である。例えば、3･14　と書くことが許容されている。

- JIS規格の様式を定めているJISZ 8301:2019においては、「小数点は，“.”（ピリオド）を用いて表す。」と規定している。ただし、ISO規格を基礎とした規格の表（数値が大量の場合）・式などをそのまま転載する場合は、“,”（コンマ）を用いても良いとしている。これは、すべてのISO規格は小数点としてコンマを用いており、表中の大量のコンマをピリオドにいちいち変換する手間を省くことと、その変換による間違いを防ぐ趣旨からの規定である。そして、注記「この表は，対応国際規格の表をそのまま転載したものであり，小数点の表記を対応国際規格の表記どおり“,”のままとしている。」を付すように規定している[21]。また、この規格では、小数点の不適切な例として「0･001」（点がミドル・ドット middle dot） を例示しており、JIS Z8201（数学記号）とは齟齬がある[22]。

- アラビア数字であっても縦書きでは中黒「・」で表すことが多い。出版社の多くでは、これを組版ルールとして定めている[23]。JIS X 4051は縦書きの小数点として半角幅を規定している。

| 3  |
| ・ |
| 1  |
| 4  |
- 漢数字の場合は、横書きでも縦書きでも小数点を中黒「・」で表す。例えば 32.8 を「三二・八」と表記する。

日本語では小数点を「コンマ」と言い表すことがあり、例えば、0.3秒を「コンマ3秒」と言う。また「コンマ以下（人の価値、度量、人物が人並み以下であること）」という言い回しがある。これらは、明治期に小数点としてコンマを用いるフランスの方式が入ったことによる（#日本におけるフランス式）。

## アラビア語圏
アラビア語においては、文字は右から左へと書き表すが、数字については左から右へ書き表す。
小数点については、Momayyezの「 ٫ 」 (U+066B) が使用される。例：9,999.99は۹٬۹۹۹٫۹۹‎と書く。

## 各方式の比較
「千百二十三万四千五百六十七点八九一二三四五六」はそれぞれ下表のごとく表す。
| 国際単位系(SI)                                  | ,11 234 567.891 234 56 （小数点にピリオド、桁区切りにスペースを使用） または ,11 234 567,891 234 56 （小数点にコンマ、桁区切りにスペースを使用） |
| 日本、中国、 台湾、韓国など                     | ,11,234,567.891 234 56 （小数点にピリオド、整数部の桁区切りにカンマ、小数部の桁区切りにスペースを使用）、 ,11,234,567.89123456 （小数点にピリオド、整数部の桁区切りにカンマを使用、小数部の桁区切りなし）、 ,,,11234567.89123456 （小数点にピリオド、桁の区切りなし）、 ,11 234 567.891 234 56 （小数点にピリオド、桁区切りにスペースを使用） 、 または 千百二十三万四千五百六十七・八九一二三四五六（漢数字、小数点に中黒、桁の区切りなし） |
| イギリス、アメリカ、 カナダ、オーストラリアなど | ,11,234,567.891 234 56 （小数点にピリオド、整数部の桁区切りにカンマ、小数部の桁区切りにスペースを使用）、 イギリスでは以下の表記の場合あり ,11,234,567·891 234 56 （小数点に00中黒00、整数部の桁区切りにカンマ、小数部の桁区切りにスペースを使用） |
| フランス、南アフリカなど                        | ,11 234 567,891 234 56 （小数点にコンマ、桁区切りにスペースを使用） |
| ドイツ、イタリア、 スペイン、ポルトガルなど     | ,11.234.567,891 234 56 （小数点にコンマ、整数部の桁区切りにピリオド、小数部の桁区切りにスペースを使用） |
| インドなど                                      | 1,12,34,567.891 234 56 （小数点にピリオド、整数部の桁区切りにカンマ、小数部の桁区切りにスペースを使用） 1,12,34,567.891 234 56 （整数部の下3桁以外は2桁区切り） |
| アラビアなど                                    | ١٬٢٣٤٬٥٦٧٫٨٩١٢٣٤٥٦（インド数字、小数点に「٫」、整数部の桁区切りに「٬」を使用、小数部の桁区切りなし） |

中南米のスペイン語圏の多くの国々ではフランス式であるが、近年は合衆国の影響でイギリス式も増えており、特に中米ではイギリス式を一般的に用いる国が多い。

## 小数点記号の分布

小数点記号の分布
青：ピリオド
黄緑：コンマ
緑：ピリオドとコンマ両方
赤：Momayyez
灰：不明

### イギリス式（ピリオド）
オーストラリア、ブルネイ、ボツワナ、カナダ（英語を使う場合）、ドミニカ共和国、グアテマラ、香港、インド、アイルランド、イスラエル、日本、ケニア、韓国、北朝鮮、レバノン、マレーシア、マルタ、メキシコ、ネパール、ニュージーランド、ニカラグア、ナイジェリア、パキスタン、中国、フィリピン、シンガポール、スリランカ、スイス（スイス・フランを表記する場合）、台湾、タンザニア、タイ、ウガンダ、イギリス、米国、ジンバブエ

### フランス式（コンマ）
アルバニア、アンドラ、アルゼンチン、アルメニア、オーストリア、アゼルバイジャン、ベラルーシ、ベルギー、ボリビア、ボスニア・ヘルツェゴビナ、ブラジル、ブルガリア、カメルーン、カナダ（フランス語を使う場合）、コスタリカ、クロアチア（公式にはコンマだが、それ以外ではピリオドも使われる）、チリ、コロンビア、キューバ、キプロス、チェコ、デンマーク、ドミニカ共和国、エクアドル、エストニア、フェロー諸島、フィンランド、フランス、ドイツ、ギリシャ、グリーンランド、ホンジュラス、ハンガリー、インドネシア、アイスランド、イタリア、カザフスタン、ラトビア、レバノン、リトアニア、ルクセンブルク（公式には両方使われる）、マカオ（ポルトガル語を使う場合）、マケドニア共和国、モルドバ、モンゴル、オランダ、ノルウェー、パナマ、パラグアイ、ペルー、ポーランド、ポルトガル、ルーマニア、ロシア、セルビア、スロバキア、南アフリカ（公式。ただしビジネス上はピリオドが一般的）、スロベニア、スペイン、スウェーデン、チュニジア、トルコ、ウクライナ、ウルグアイ、ベネズエラ、ベトナム

### Momayyez
バーレーン、イラン、イラク、クウェート、オマーン、カタール、サウジアラビア、シリア、UAE